# 1996 DK2
1996 DK2 är en asteroid i huvudbältet som upptäcktes 23 februari 1996 av den japanska astronomen Takao Kobayashi vid Ōizumi-observatoriet.